# 이동인
이동인(李東仁, 1849년? ~ 1881년 5월)은 조선 후기의 불교 승려이자 외교관, 개화 사상가이다. 법명(法名)은 천호(淺湖)이다. 개화기에 활동한 인물 가운데 처음으로 창씨개명을 한 사람이며(1880년 10월), 일본명은 아사노 도진(일본어: 朝野 東仁)이다. 애초 일찍부터 개화된 승려였던 그는 유대치, 오경석 등을 통해 김옥균, 서광범, 윤치호 등의 청년들을 만나 신문물을 전하며 그들과 교류하였다. 1879년 김옥균의 주선으로 일본을 다녀왔으며 이후 여러 번 일본을 다녀와 신문물을 시찰하였다.
1880년말에는 조선 정부의 밀사로써 일본에 파견됐다. 귀국 후 서울 도착 즉시 이동인은 국왕으로부터 조선국 금위영 예하 별선군관 직책에 임명되어 자유로이 왕궁을 출입하게 되었다. 이후 통리기무아문의 참모관으로서 이동인은 1881년 신사유람단을 일본에 보낼 때에도 막후에서 활동하였으며, 총포 등의 무기와 군함을 구입하기 위해 일본과 비밀교섭을 하기도 했다. 1881년 신사유람단으로 일본에 다시 파견되기 직전 갑자기 의문의 실종을 당하는데 1881년 5월경 한성부에서 암살된 것으로 알려졌다.

## 생애

### 승려 생활
이동인은 1849년 조선 경상도 양산군(지금의 대한민국 경상남도 양산시) 출신으로 알려져 있으나, 그의 가계나 출신 성분, 유년 시절에 대해서는 잘 알려져 있지 않으며 일찍이 승려가 되었다. 부산 범어사에 승려로 있었으며, 양산 통도사에 있었다는 말도 있다.
그 뒤 1860년대부터 한성부 봉원사에서 활동하였다. '일본통'으로 알려진 인물로, 처음에는 유대치와 교류하다가 1870년경 유대치의 소개로 그의 문하에 출입하던 김옥균 등을 만나게 되었다.
한자와 일어에 능했던 이동인은 일본 혼간사(本願寺)의 부산 별원을 왕래하면서 일본의 승려들로부터 입수한 〈만국사기〉(萬國事記)와 세계 각국의 풍물 사진을 청년 관리들에게 전해 주었다.

### 신문물 접촉
1879년 3월에 이동인은 일본 불교 오타니 파 혼간사의 부산별원에 드나들면서 서구 여러 나라에 관한 사진과 〈만국사기〉, 성냥 등을 얻어서는 서울 봉원사에서 김옥균, 서재필, 유대치, 오경석 등에게 개화 문물을 보여줌으로써 개화파와 교류를 하였던 것이다.
1870년대 초에도 청나라를 다녀온 뒤 서구 문물의 놀라움을 말하던 박규수나 오경석 등의 말을 아무도 듣지 않자, 이들과 일찍부터 친하게 지내던 이동인은 부산과 일본을 오가거나 개성의 송상을 통해 들여온 괘종 시계, 태엽 기계와 시계 등을 보여주어 박규수, 오경석의 주장이 어느 정도 신빙성이 있음을 입증해주었다. 이동인이 혼간사 부산별원에 드나들었다는 것은 오쿠무라의 〈조선국포교일지〉에 의하여 1878년 6월 2일부터 2회, 12월 9일부터 4회에 걸쳐 드나들었다는 기록이 있는 것으로 확인되었다.

### 일본 밀항
1879년 3월부터 오쿠무라의 포교소(부산 별원)에 드나들면서 일본 밀항을 준비한다. 1879년 6월 일본의 국정을 살피고 세계 정세를 파악할 목적으로 유대치 등과 함께 일본으로 밀항해 일본어를 배웠다. 1880년 5월 이래로 주일 영국 공사관의 서기관 사토우(Ernest M. Satow)와 빈번히 접촉하여 그에게 한국어를 가르쳐주며 그와 정치 문제를 논의하기도 하였다. 개화승으로 행세하면서 조선과 일본을 건너다니며 다수의 유학생을 일본으로 보내어 친일파로 육성하는 데 크게 기여하였다.
이동인은 일본에 가보길 원했으나 승려였고, 이러한 사정을 딱하게 여긴 김옥균은 그의 일본행을 적극 주선, 건의하여 1876년(고종 16년) 조선정부의 사신 자격으로 일본에 보내 신문물을 견학하고 돌아오게 했다.

#### 2차 일본 왕래
이동인은 양산 통도사의 승려인데 오쿠무라와의 접촉으로 개화 문물을 손에 넣은 다음에는 서울로 올라와, 봉원사에서 김옥균, 서재필을 비롯한 개화파들과 교류하면서 김옥균이 여비로 준 금덩이 네 개를 오쿠무라에게 내보이면서 일본 도항을 부탁하였다. 그러나 이들은 이동인의 금을 받지 않고 여비나 생활비로 쓰라 하며 오히려 추가 여비와 각 지방 별로 무사집단이 난립하는 혼란상임을 주지시키고 조심할 것을 충고했다.
이리하여 이동인은 오쿠무라와 마에다(前田獻吉) 영사의 주선으로 교토에 가서 그곳 혼간사 본산에 머물면서 일본어를 배웠다.
1879년 4월 이동인은 득도식을 하고 일본 진종(眞宗)의 승려가 되었고, 도쿄 아사쿠사 별원(草別院)에 기숙하면서 주지 스즈키(鈴木惠順)의 각별한 보살핌을 받으면서 일본 외무성의 요인들을 비롯한 여러 일본 명사들과 접촉하였다. 또한 그는 이때 수신사로 도일한 김홍집을 만나서 친교를 쌓았다.
이동인은 동경에서 데라다(寺田福壽)의 소개를 받아 당시 일본의 외교가로 명망을 떨치던 후쿠자와 유키치와 교류하기도 하고, 일본 각지를 다니면서 미국과 프랑스, 영국 선함과 백인들을 만나보기도 했다. 이동인은 이들의 행동, 신체 구조 이들이 먹는 특이한 고기 등에 대해서 편지로 적어 유대치와 김옥균 등에게 보냈다.
일본·중국의 유지들과 간친회로서 아시아 및 세계 정세를 분석하고 구미제국에 대항한다는 명분 아래 활동하던 흥아회(興亞會)에 출석하는 등 일본 조야의 정계, 재계의 유력자들과 교유의 폭을 넓혔다. 그리고 많은 서적과 자료 등을 오쿠무라에게 부탁하여 김옥균 등에게 보내기도 하였다.

#### 제3차 일본 왕래
이동인은 일본에 머무르고 있던 1880년 6월에 수신사로 일본을 방문한 김홍집과 만났는데, 이동인의 식견에 감동한 김홍집의 추천으로 조선 조정에도 연이 닿게 되었다. 1880년 8월에 이동인은 제2차 수신사로 와서 아사쿠사 관음사에 유숙하던 김홍집과 만나면서 조선 정계에 두각을 나타낼 수 있는 계기가 되었다. 김홍집과의 면담 이후 급격히 그와 가까워진 이동인은 수신사 일행이 1880년 9월 16일 일본을 떠나 귀국하자 이들 일행과 함께 귀국, 9월 28일 귀경하였다.
그해 9월 귀국하면서 가져온 램프·석유·잡화 등의 일본 제품을 왕실·세도가와 친지에게 선물로 주었다. 이때 처음으로 일본 제품이 서울에 들어왔다. 서울에서는 일본 공사관에 드나들며 1881년 신사유람단의 막후 참모 역할을 하였다. 1880년 10월에 일본으로 다시 건너가서 아사노 도진(淺野東仁)으로 개명하면서 일본 외무성에서 잠시 근무하기도 했다.
귀국 직후 이동인은 김옥균 등에게 서적 및 기타 자료를 건네주었다. 이동인이 귀국할 때 혼간지에서는 이동인에게 쌀 2백 가마 값에 해당하는 일본화 1천 엔을 주었다. 이와는 별도로 포교 비용은 나중에 부쳐 주었다. 일화 1천 엔으로 이동인은 램프, 석유, 잡화 등을 들여와서 왕실, 세도가와 친지들에게 선물했는데, 이것이 조선인에 의해 외제 상품이 서울에 공식적으로 들어온 최초였다.

#### 조선정부 밀사 파견과 귀국
김홍집은 귀국 직후 민영익에게 이동인을 소개하였다. 민영익은 이동인을 만나보고 그의 식견의 탁월함에 경탄하여 자기의 사랑방인 연당(蓮堂)에 거처를 정해 주고 여러 차례 국왕에게 알현토록 주선하였다.
이동인은 일본 국정의 견문, 분석은 물론 세계의 정세와 이에 대처할 조선왕조의 방책을 상주하여 고종을 감복시킨데다가 김옥균 등의 강력한 조언에 힘입어 크게 중용되기에 이르렀다. 뿐만 아니라 그는 국왕의 밀사로서 1880년 10월에 재차 도일하였다. 이동인은 제2차 일본행은 조미수호통상교섭의 알선을 주일청국공사 하여장(何如장)에게 의뢰하는 고종의 밀명을 수행하는 것이었다.
11월 19일 하여장 청국공사를 찾아가 고종의 밀명을 이행하였다. 한편 국내에서는 대원군과 그 당료들이 고종의 개방정책을 못마땅하게 생각하여 고종의 밀명으로 일본에 밀파된 이동인이 귀국하면 제거하기로 계획을 세우고 있었다. 이 정보를 접한 유대치가 급거 부산으로 달려갔다. 귀국한 이동인은 동래부에 체포 구금되었다. 그러나 유대치의 주선으로 7일 만에 속방되어 1881년 1월 초순에 상경하였다.

### 일본 밀파와 실종
서울 도착 즉시 이동인은 국왕으로부터 별선군관에 임명되어 자유로이 왕궁을 출입, 고종과 대담하고 진언하기에 이르렀다. 통리기무아문의 참모관으로서 이동인은 1881년 신사유람단을 일본에 보낼 때에도 막후에서 활동하였으며, 총포 등의 무기와 군함을 구입하기 위해 일본과 비밀교섭도 벌였다.
김옥균은 곧 자신도 일본에 가고자 했고, 이동인이 입수해온 서적과 물건들을 선물로 받았다. 김옥균은 1881년경 일본에 갈 것을 결심하고 고종에게 여러번 건의하여 설득한다. 이때 이동인 역시 신사유람단에 동행하기도 하였다.
이원회와 함께 일본과의 군함 구매 비밀교섭을 하다가 실패한 뒤 행방을 감추었다. 1881년 5월 서울에서 암살당하였다고 전해진다.

## 평가
한 불교학자는 그가 오래 생존하였다면 한국의 개화에 크게 기여하고 불교 근대화에도 새로운 장이 열렸을 것으로 전망하기도 한다. 하지만 승려 겸 사학자인 임혜봉은 그를 일본의 조선 침략 세력에 부화뇌동한 전형적인 친일 인물로 평가하였다. 왜냐하면 이동인이 개화문물을 처음 접하게 된 것은 일본 정부의 침략 밀명을 받고 부산에 처음 상륙한 일본 불교의 접근에 의해서 이루어진 것으로 평가하였다.

## 가족 관계
- 증조부 : 이신명(李申命)
  - 할아버지 : 이세위(李世瑋)
    - 아버지 : 이덕중(李德中)
    - 어머니 : 김숭렴(金崇濂)의 딸

## 기타
그밖에 그는 본래 승려가 아니었으나 1880년 정식으로 일본 승려가 되었다는 주장도 있다.

## 같이 보기
| - 개화파 - 김옥균 - 박규수 - 박영효 - 서재필 - 오경석 - 이승만 - 오세창 - 유대치 - 서광범 - 홍영식 | - 신사유람단 - 갑신정변 - 박영교 - 윤웅렬 - 윤치호 - 안경수 - 유길준 - 박정양 |

## 이동인을 연기한 배우
- 김순철 - 1982년 (풍운) KBS1 드라마
- 박경순 - 1982년 (서재필) MBC 드라마
- 이도련 - 1990년 (대원군) MBC 드라마
- 김갑수 - 1995년 (찬란한 여명) KBS1 드라마